# Chalaco (localidad)
Chalaco es una localidad peruana ubicada en el distrito homónimo que conforma la provincia de Morropón del departamento de Piura, en Perú. A su vez, es la capital del distrito ya mencionado. En el 2017 tenía una población de 1212 habitantes.